# Płośnica (gemeente)
De gemeente Płośnica is een landgemeente in het Poolse woiwodschap Ermland-Mazurië, in powiat Działdowski.
De zetel van de gemeente is in Płośnica.
Op 30 juni 2004 telde de gemeente 5908 inwoners.

## Oppervlakte gegevens
In 2002 bedroeg de totale oppervlakte van gemeente Płośnica 163,09 km², waarvan:
- agrarisch gebied: 73%
- bossen: 18%

De gemeente beslaat 16,91% van de totale oppervlakte van de powiat.

## Demografie
Stand op 30 juni 2004:
| Omschrijving                   | Totaal | Totaal | Vrouwen | Vrouwen | Mannen | Mannen |
| ------------------------------ | ------ | ------ | ------- | ------- | ------ | ------ |
| eenheid                        | aantal | %      | aantal  | %       | aantal | %      |
| inwoners                       | 5908   | 100    | 2984    | 50,5    | 2924   | 49,5   |
| bevolkingsdichtheid (inw./km²) | 36,2   | 36,2   | 18,3    | 18,3    | 17,9   | 17,9   |

In 2002 bedroeg het gemiddelde inkomen per inwoner 1376,53 zł.

## Administratieve plaatsen (sołectwo)
Gralewo, Gródki, Gruszka, Jabłonowo, Mały Łęck, Murawki, Niechłonin, Płośnica, Prioma, Przełęk Duży, Rutkowice, Skurpie, Turza Mała, Wielki Łęck, Zalesie.

## Aangrenzende gemeenten
Działdowo, Kuczbork-Osada, Lidzbark, Rybno